# Jordan Hulls
Jordan Andrew Hulls, né le 16 avril 1990 à Bloomington dans l'État de l'Indiana, est un ancien joueur américain de basket-ball. Il évolue au poste de meneur.
Il est aujourd'hui coordinateur de l'équipe et du recrutement pour l'équipe de basket-ball des Hoosiers de l'université de l'Indiana.

## Biographie

### Jeunesse
Originaire de Bloomington, il joue pour l'équipe de son lycée Bloomington South High School. Lors de sa dernière année, son équipe remporte le championnat d'État et est classée troisième du pays par USA Today. A la fin de cette saison, il est élu Mr. Basketball Indiana (en), la plus haute récompense individuelle de l'État pour un joueur de lycée.

### Carrière universitaire
Il joue quatre ans avec les Hoosiers de l'université de l'Indiana entre 2009 et 2013. Il est diplômé en science de l'activité physique.
Ayant achevé son cursus universitaire, il est automatiquement inscrit à la draft 2013, à laquelle participe ses coéquipiers Victor Oladipo et Cody Zeller.

### Carrière professionnelle
Non drafté, Hulls signe son premier contrat professionnel avec le Czarni Słupsk dans le championnat polonais.
Le 3 septembre 2014, il s'engage avec le club kosovar du KB Pristina en Superliga.
Le 30 mai 2015, il rejoint Limbourg United en Belgique.
Le 8 juillet 2016, il rejoint la Bundesliga et l'équipe d'Eisbären Bremerhaven.
Le 18 juin 2018, il signe avec s.Oliver Würtzbourg. Pour sa première saison, il est élu MVP de la FIBA Europe Cup par les fans.
Le 12 octobre 2020, il est recruté par le MHP Riesen Ludwigsbourg. Il prend sa retraite de joueur professionnel à la fin de la saison 2021-2022.
À la suite de sa retraite, il retourne dans sa ville natale et est recruté comme coordinateur de l'équipe et du recrutement pour l'équipe de basket-ball des Hoosiers de l'université de l'Indiana à Bloomington, auprès de l'entraîneur Mike Woodson,.

## Statistiques

### Universitaires
| Saison    | Équipe   | Matchs | Titul. | Min./m | % Tir | % 3pts | % LF | Rbds/m. | Pass/m. | Int/m. | Ctr/m. | Pts/m. |
| --------- | -------- | ------ | ------ | ------ | ----- | ------ | ---- | ------- | ------- | ------ | ------ | ------ |
| 2009-2010 | Indiana  | 31     | 17     | 25,1   | 40,6  | 40,2   | 80,0 | 2,1     | 1,5     | 0,6    | 0,0    | 6,4    |
| 2010-2011 | Indiana  | 32     | 32     | 31,2   | 48,2  | 41,4   | 91,2 | 2,3     | 2,9     | 0,9    | 0,2    | 11,0   |
| 2011-2012 | Indiana  | 36     | 36     | 30,1   | 50,4  | 49,3   | 89,9 | 2,5     | 3,3     | 1,1    | 0,1    | 11,7   |
| 2012-2013 | Indiana  | 36     | 36     | 28,8   | 44,6  | 44,7   | 77,6 | 2,4     | 2,9     | 0,8    | 0,0    | 9,7    |
| Carrière  | Carrière | 125    | 121    | 28,9   | 46,6  | 43,0   | 85,9 | 7,29    | 1,28    | 1,18   | 1,21   | 16,07  |

## Palmarès

### Collectif
- Vainqueur du championnat du Kosovo en 2015 avec le KB Pristina
- Vainqueur de la Balkan League en 2015 avec le KB Pristina

### Individuel
- FIBA Europe Cup Fan Vote MVP en 2019
- Mr. Basketball Indiana (en) en 2009